# Stroitiel (obwód tambowski)
Stroitiel (ros. Строитель) – osiedle w Rosji, w obwodzie tambowskim, w okręgu miejskim Tambowa. W 2010 liczyło 18 437 mieszkańców.